# Кольцов, Константин Евгеньевич
Константи́н Евге́ньевич Кольцо́в (бел. Канстанцін Яўгенавіч Кальцоў; 17 апреля 1981, Минск, Белорусская ССР, СССР — 18 марта 2024, Майами, Флорида) — белорусский хоккеист, крайний нападающий. Тренер. Заслуженный мастер спорта Республики Беларусь.

## Биография
Воспитанник минской хоккейной школы «Юность». До 1998 года выступал за детскую, юниорскую и молодёжную команду, провёл пять матчей в чемпионате Беларуси.
В 1999 году был выбран «Питтсбург Пингвинз» в первом раунде драфта НХЛ под 18-м номером.
Всего в НХЛ провёл 144 игры, набрал 38 (12+26) очков.
В чемпионатах России и КХЛ выступал за семь клубов. Шесть сезонов провёл в уфимском «Салавате Юлаеве», с которым в 2011 году выиграл Кубок Гагарина.
За национальную сборную Беларуси выступал с 1999 года. Участник Олимпийских игр в Солт-Лейк-Сити и Ванкувере, Чемпионатов мира по хоккею с шайбой 1999, 2001, 2002 в первом дивизионе, 2005, 2007, 2008, 2009, 2010, 2012, 2013, 2014 годов. По состоянию на 2013 год провёл 123 матча, набрал 55 (31+24) очков, получил 42 минут штрафа.
С 2017 по 2024 год на тренерской работе.
В 2022 году вошёл в тренерский штаб уфимского клуба «Салават Юлаев».
У Кольцова трое детей от его бывшей жены Юлии. Они развелись в 2020 году. В июне 2021 года он начал встречаться с белорусской теннисисткой Ариной Соболенко. Они расстались на момент его смерти.
18 марта 2024 года стало известно, что Кольцов покинет клуб. Через день было сообщено о гибели Кольцова в Майами. Полицейское управление Майами заявило, что это было самоубийство, так как Кольцов упал с балкона отеля St. Regis Bal Harbour.

## Достижения
Командные
- Чемпион России (2008)
- Обладатель Кубка Гагарина (2011)

Индивидуальные
- Лучший нападающий чемпионата мира среди юношей в группе «B» 1999

## Статистика
| Легенда | Легенда                    | Легенда | Легенда                   | Легенда | Легенда    |
| ------- | -------------------------- | ------- | ------------------------- | ------- | ---------- |
| И       | Количество проведённых игр | Штр     | Штрафное время            | +/−     | Плюс-минус |
| Г       | Голы                       | П       | Голевые передачи          | О       | Очки       |
| -       | Статистика неизвестна      | —       | Статистика не учитывалась |         |            |